# Брезнишка овца
Брезнишка овца е българска порода дълготънкоопашата овца с предназначение добив на вълна и месо.

## Разпространение
Породата е разпространена в частни стопанства в селища намиращи се в Западна България – предимно в общините Ихтиман, Годеч, Самоков, Драгоман, Брезник, Трън и Радомир. Името ѝ произлиза от град Брезник, в района на който посредством народна селекция е създадена породата.
Към 2008 г. броят на представителите на породата е бил 877 индивида.
Към 2010 г. броят на представителите на породата е бил 812 индивида.
Към 2024 г. броят им е 3300 в 16 стада.
Рисков статус – застрашена от изчезване.

## Описание
Животните са с правоъгълно добре зарунено тяло и височина при холката 62 cm. Имат дълбоки и широки гърди. Главата е с прав профил и обрасла във вълна до нивото на очната линия, ушите са изправени. Мъжките са безроги. На цвят е бяла с черни или пъстри уши, лицето е бяло с черни петна около очите и муцуната. Опашката е дълга, краката и копитата са здрави. Руното е отворено и с конични фитили.
Овцете са с тегло 50 – 60 kg, а кочовете 70 – 90 kg. Средният настриг на вълна е 2,5 – 2,9 kg при овцете и 3 – 3,5 kg при кочовете. Раждат по едно и много рядко по две агнета.